# Dylan Kingwell
Dylan Kingwell (Vancouver, 6 luglio 2004) è un attore canadese.
È noto per aver interpretato Victor nella serie The Returned, Steve Murphy ed Evan Gallico nella serie The Good Doctor.

## Biografia
Dylan ha iniziato la sua carriera recitando in spot televisivi per aziende come Mattel e Nintendo sin dall'età di quattro anni.
La sua prima apparizione in TV al di fuori degli spot pubblicitari avvenne nell'anno 2010, in una piccola partecipazione di un episodio di Canadian Breakfast Television.
Nel 2011, ha interpretato Jordy Junior nel film commedia To the Mat.
Due anni più tardi, è stato scelto come guest star nel film L'Stravagante Voyage du Jeune et prodigieux TS Spivet e serie televisive The Tomorrow People, trasmesso sul canale The CW.
Nel 2014 ha interpretato il personaggio Coyle da bambino nel cortometraggio Soldiers of Earth e ha partecipato al film Big Eyes.
Nel 2015 ha interpretato il ruolo di Victor nella serie televisiva The Returned, che gli donò celebrità per qualche tempo, anche se il lavoro fu annullato a causa della mancanza di pubblico. Ha anche partecipato a 3 film di Natale "Ice Sculpture Christmas", come David da bambino, The Christmas Note come Ethan e Wish Upon a Christmas come Danny. Sempre nello stesso anno, ha interpretato Sam Winchester da bambino nella serie Supernatural, mostrato dal canale The CW.
Nel 2016, ha interpretato rispettivamente Peyton Reddings e Max Clark in The Wilding e A Stranger with My Kids.
Il 23 settembre 2016 Dylan Kingwell ha annunciato nel suo account Instagram che avrebbe interpretato Duncan e Quigley Pantano nella serie televisiva di Netflix Una serie di sfortunati eventi.
Nel 2017 Dylan Kingwell ha interpretato Steve Murphy ed Evan Gallico nella serie televisiva The Good Doctor.
Attualmente l'attore ha un canale su YouTube, dove pubblica video di giochi e vlog.
Dylan attualmente è single.

## Filmografia

### Cinema
- Lo straordinario viaggio di T.S. Spivet (The Young and Prodigious T.S. Spivet), regia di Jean-Pierre Jeunet (2013)
- Big Eyes (Big Eyes), regia di Tim Burton (2014)
- Soldiers of Earth, regia di Michael Antonakos - cortometraggio (2014)

### Televisione
- To the Mat, regia di Robert Iscove – film TV (2011)
- The Tomorrow People - serie TV, 1 episodio (2013)
- The Returned - serie TV, 10 episodi (2015)
- Il sogno di una vita (Ice Sculpture Christmas), regia di David Mackay - film TV (2015)
- Lettera di Natale (The Christmas Note), regia di Terry Ingram - film TV (2015)
- Supernatural - serie TV, 1 episodio (2015)
- Wish Upon a Christmas, regia di Terry Ingram - film TV (2015)
- The Wilding, regia di Ciarán Foy - film TV (2016)
- Uno sconosciuto in casa (A Stranger with My Kids), regia di Chad Krowchuk - film TV (2017)
- Due cuori e una tenda (Campfire Kiss), regia di James Head - film TV (2017)
- Fuga dalla biblioteca di Mr. Lemoncello (Escape from Mr. Lemoncello's Library), regia di Scott McAboy - film TV (2017)
- Una serie di sfortunati eventi (A Series of Unfortunate Events) - serie TV, 14 episodi (2017-2019)
- The Good Doctor - serie TV, 6 episodi (2017-2020)
- The 100 - serie TV, 5 episodi (2020)
- Il club delle babysitter (The Baby-Sitters Club) – serie TV, 6 episodi (2020-2021)
- Superman & Lois – serie TV, 3 episodi (2021)
- Ruby and the Well – serie TV, 12 episodi (2022)

## Doppiatori italiani
Nelle versioni in italiano delle opere in cui ha recitato, Dylan Kingwell è stato doppiato da:
- Alessandro Carloni in The Returned
- Leonardo Della Bianca in Una serie di sfortunati eventi (Quigley Pantano)
- Andrea Di Maggio in Una serie di sfortunati eventi (Duncan Pantano)
- Giulio Bartolomei in The Good Doctor